# マルチプルタイタンパー

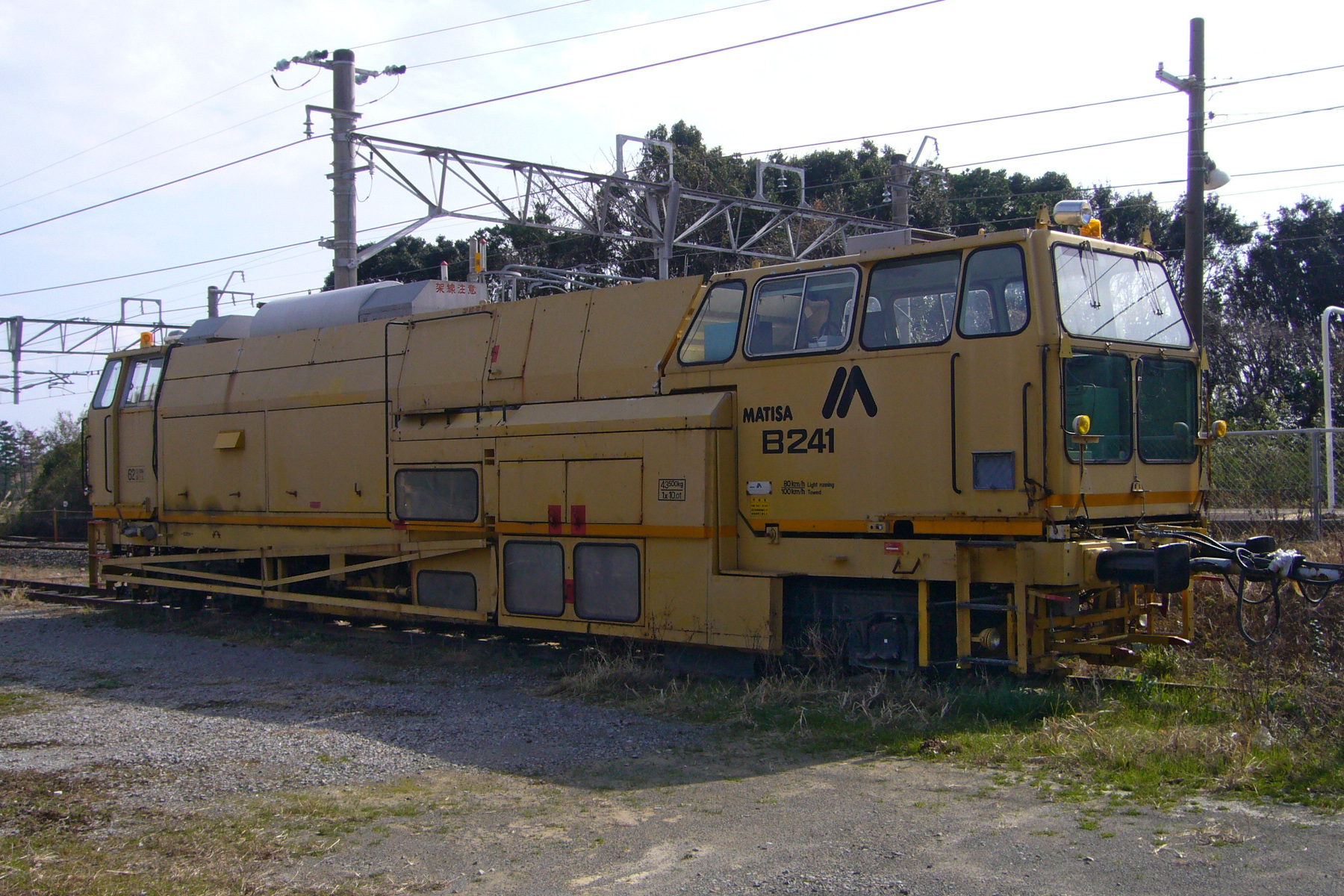
MATISA社製B241

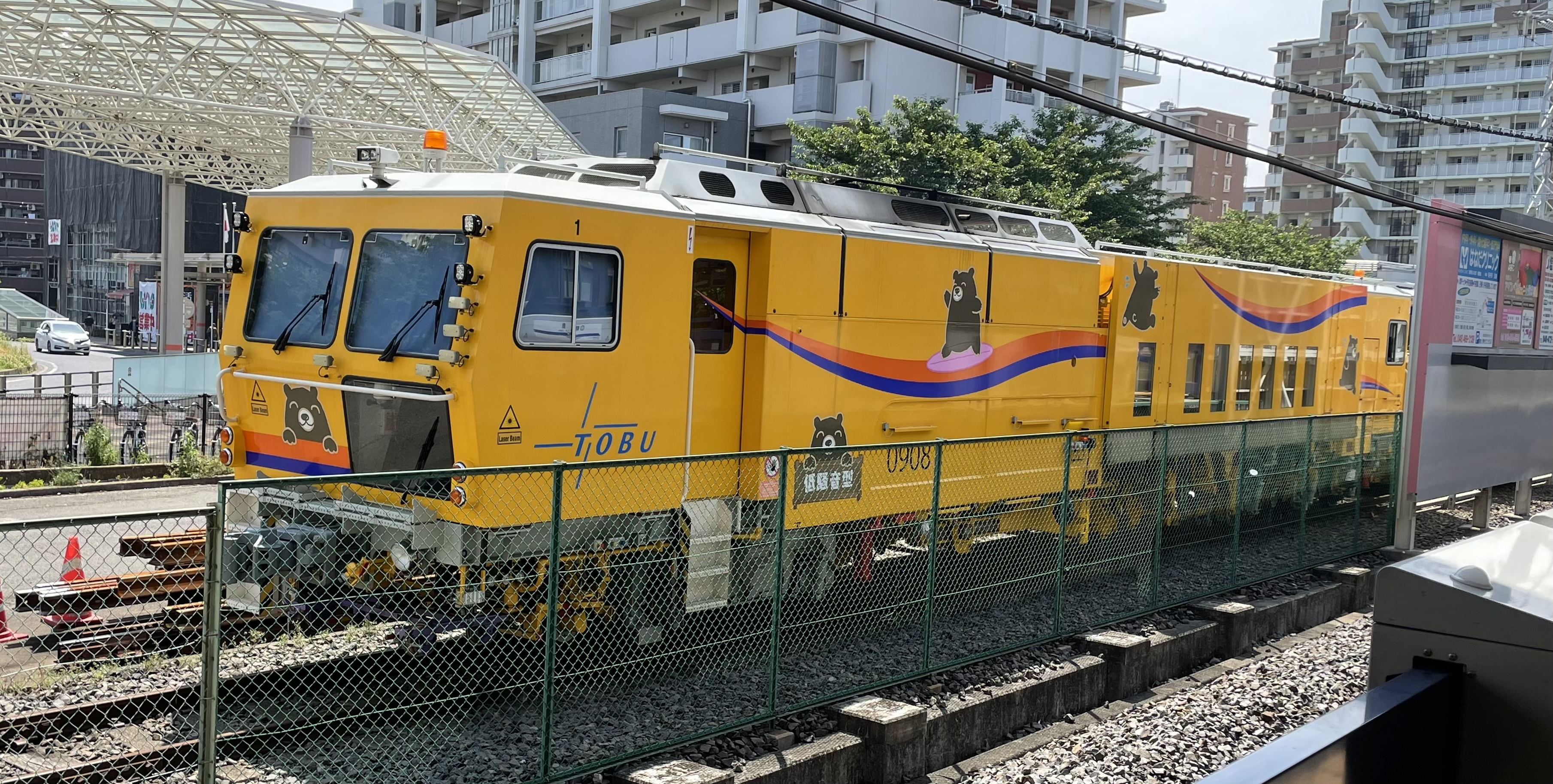
東武鉄道のマルチプルタイタンパー

マルチプルタイタンパー (Multiple Tie Tamper) とは鉄道の保線用機械の一種。略してMTTまたはマルタイとも呼ばれる。一般の鉄道車両と同様にレール上を自車の車輪で自走できるが、一般的には車籍を有しない機械扱いであり、これを用いて作業を行う時には線路閉鎖が行われる。

## 目的

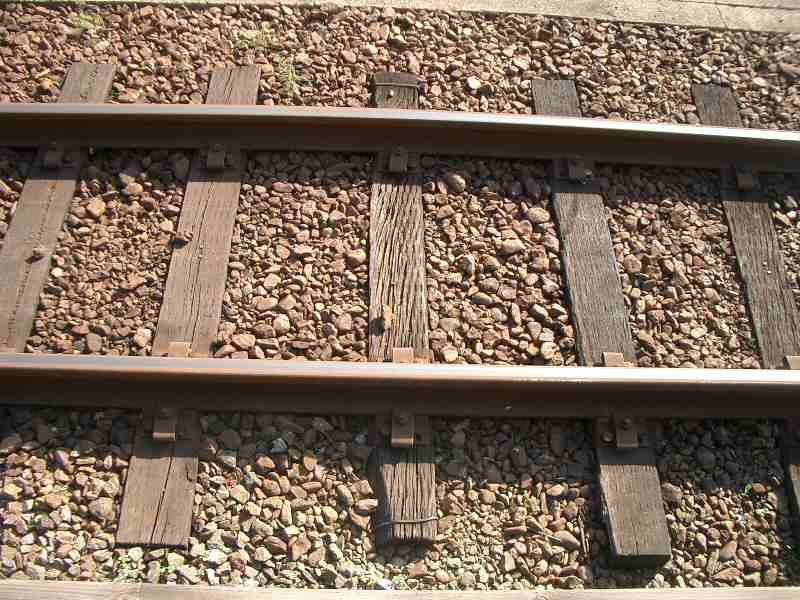
線路（レール/枕木/砂利）

列車走行に伴うレールのゆがみを矯正するために使われる。バラスト軌道の場合、列車が走行すると枕木が沈降し、レールがわずかにゆがむ。このゆがみは列車の乗り心地を悪化させる上に、高速走行を阻害する原因にもなり、定期的なメンテナンス（保線）が必要である。
マルチプルタイタンパーが導入される前は、つるはし（ビタ、ビーター）やタイタンパーで保線作業を行っていたが、大量の人員と長時間にわたる作業時間を要していた。
最新の機械では、機械操作に2人から3人、その他監視等に1人から2人で作業でき、一般軌道では100メートルを10分から15分程度でつき固めることができる。

## 機能・構造

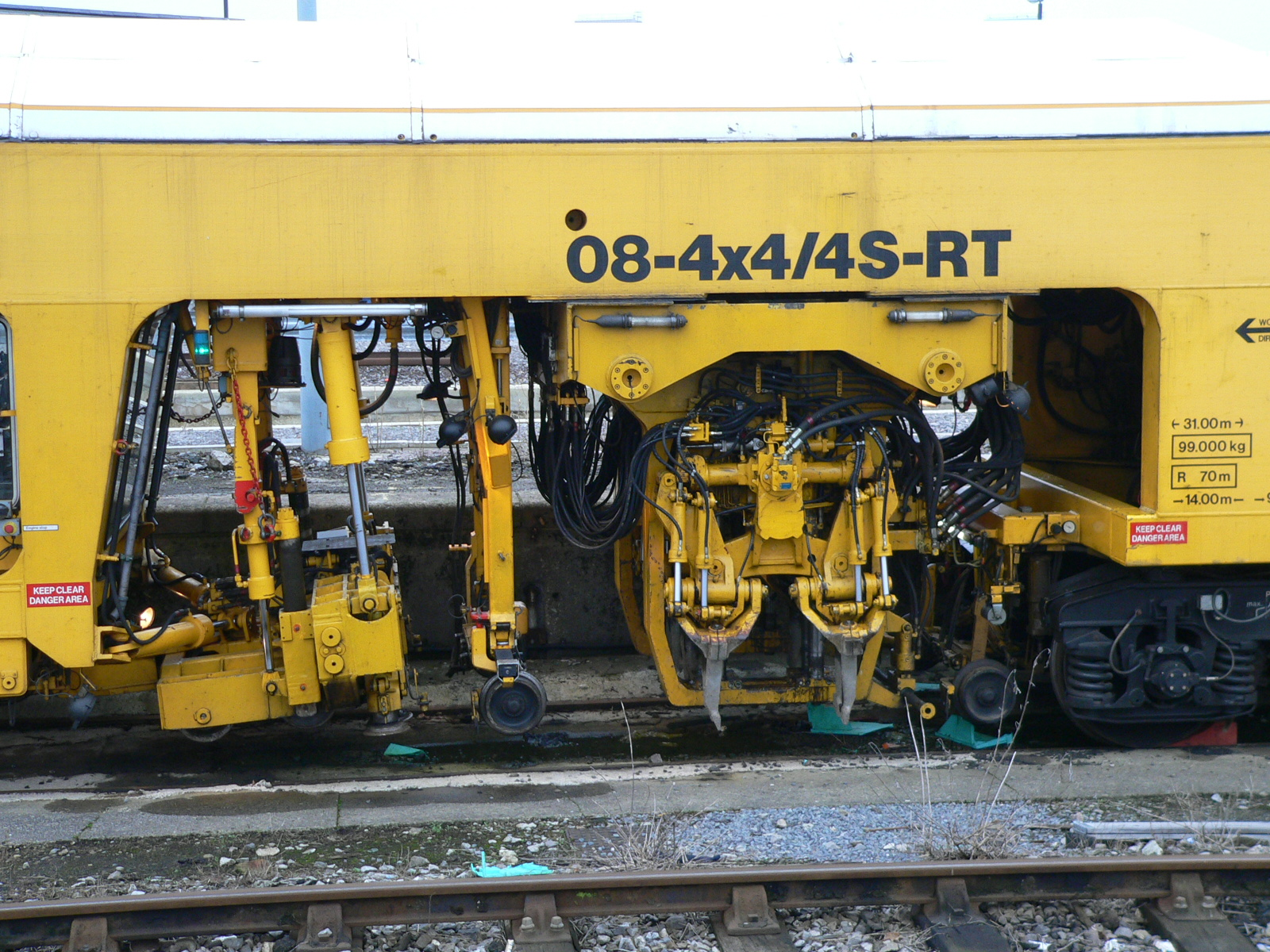
爪の周辺部分

機械がレールを掴んでミリ単位で持ち上げ、枕木下に隙間を設ける→ツール（爪のような部分）で砂利を突き固め、枕木下に砕石を入れることで予定の高さに線路を直していく。
またペダル操作により自走できるため作業もスムーズにできる。この作業で突き固めだけでなく、同時に高さの調整（高いところを低くすることはできない）や左右方向の歪み（狂い）も直している。ポイント部分でも突き固めることのできる高機能なものもある。最近ではこの作業の邪魔にならない形状のATS地上子が増えていて、突き固めたときに飛び散るバラストから地上子を保護するカバーも設置が進んでいる。
- 突き固める様子

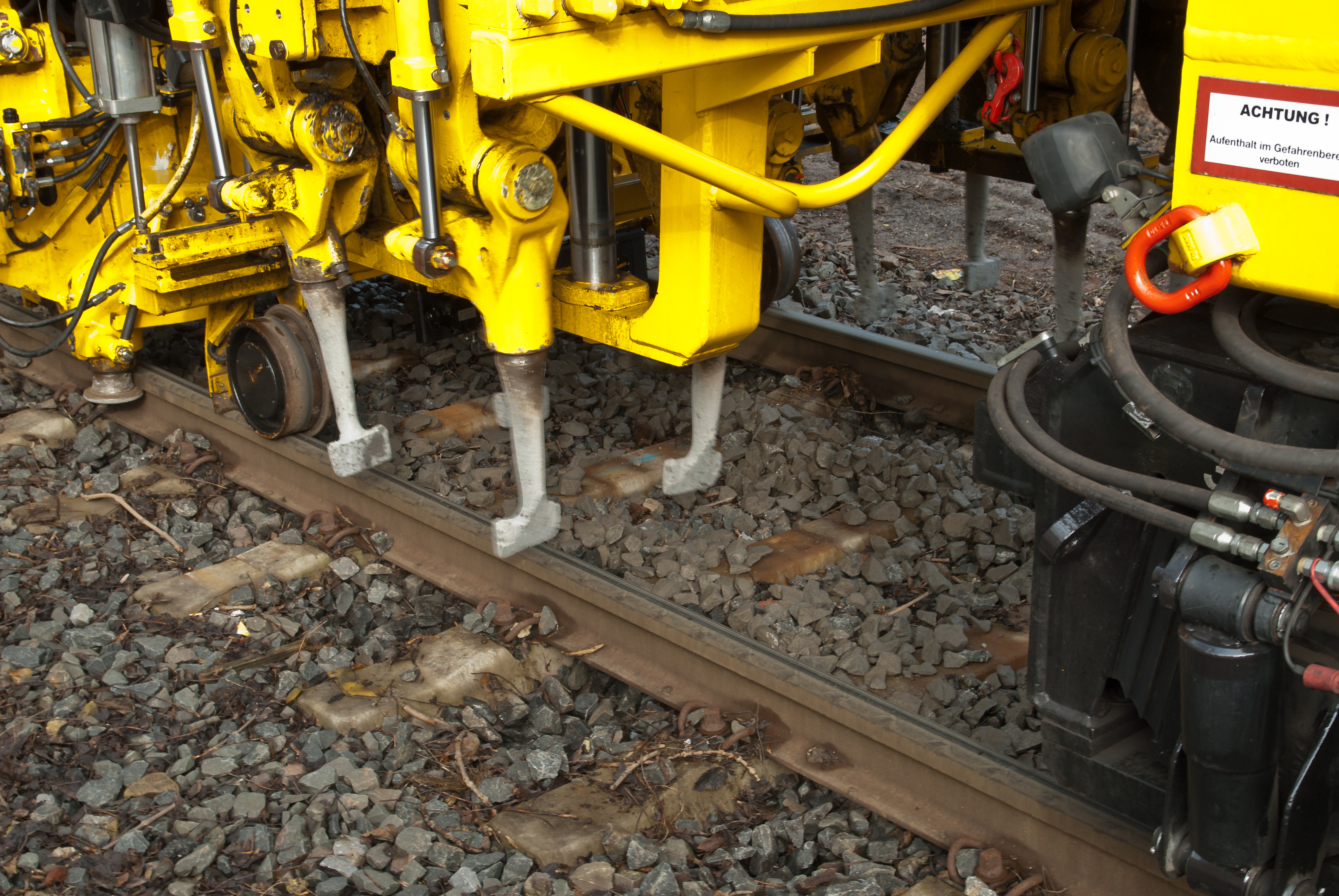
振える爪部分
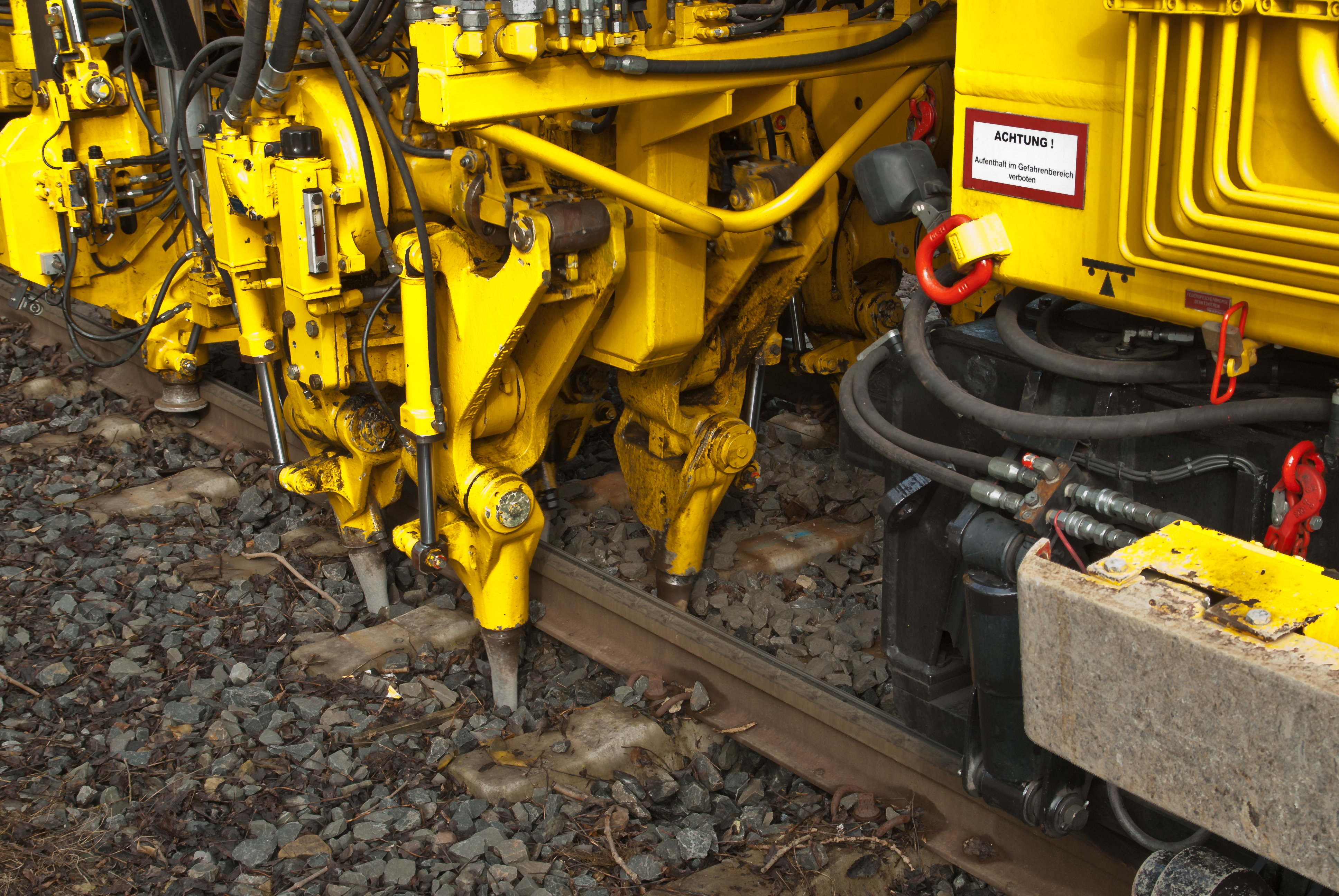
砂利に突き刺した爪
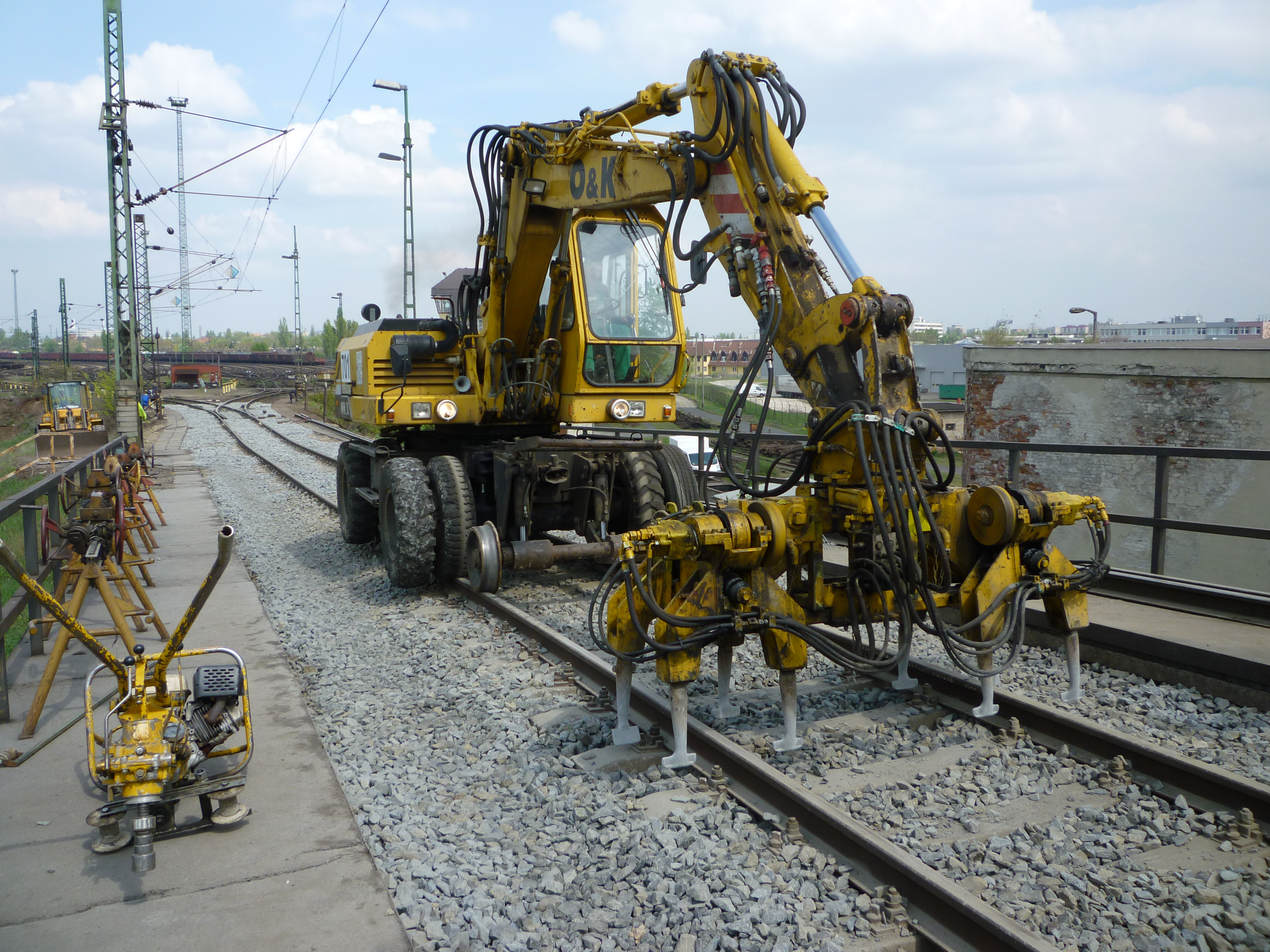
参考）タイタンパーが付いた重機
JR西日本のMTT-7021

## 主なメーカー
- プラッサー&トイラー
- マティサ（英語版）
- スペノ（英語版）